# Бернати (Мазовецьке воєводство)
Бернати (пол. Biernaty) — село в Польщі, у гміні Красносельц Маковського повіту Мазовецького воєводства.
Населення — 116 осіб (2011).
У 1975-1998 роках село належало до Остроленцького воєводства.

## Демографія
Демографічна структура станом на 31 березня 2011 року:
|          | Загалом | Допрацездатний вік | Працездатний вік | Постпрацездатний вік |
| -------- | ------- | ------------------ | ---------------- | -------------------- |
| Чоловіки | 65      | 15                 | 43               | 7                    |
| Жінки    | 51      | 12                 | 29               | 10                   |
| Разом    | 116     | 27                 | 72               | 17                   |